# Pull-Model
| QS-Informatik | Dieser Artikel wurde wegen inhaltlicher Mängel auf der Qualitätssicherungsseite der Redaktion Informatik eingetragen. Dies geschieht, um die Qualität der Artikel aus dem Themengebiet Informatik auf ein akzeptables Niveau zu bringen. Hilf mit, die inhaltlichen Mängel dieses Artikels zu beseitigen, und beteilige dich an der Diskussion! (+) |

Das Pull-Model ist ein Pattern zur Datenübertragung, bei dem der Datenempfänger sich die nächsten Informationen selbst holt, wenn er sie benötigt bzw. die nächsten Daten verarbeitet werden können. Der Empfänger meldet sich beim Datenlieferanten an. Der Lieferant benachrichtigt den Empfänger nur über das Vorliegen neuer Werte.
Vorteile
- Anders als beim  Polling holt sich der Empfänger die Daten nur, falls auch Änderungen vorliegen.
- Der Empfänger kann,  anders als beim Push-Model, in einer Überlastsituation die Datenübertragung verlangsamen.

Die Nachteile des Pull-Model decken sich weitgehend mit den Nachteilen des Polling:
- Falls die Datenänderungen im Sender kurzzeitig häufiger auftreten, als der Empfänger diese verarbeiten kann, gehen Zwischenwerte verloren.